# Angélique (2013)
Angélique ist ein französischer Historienfilm aus dem Jahr 2013. Er basiert auf den ersten zwei Bänden der Angélique-Romane der französischen Schriftstellerin Anne Golon (Angélique Band 1 & 2) bzw. den ersten vier Bänden der Neuveröffentlichung von 2008. Im Fernsehen lief der Film unter dem Titel Angélique – Eine große Liebe in Gefahr.

## Handlung
Im Jahre 1656 wird die junge Angélique, Tochter einer verarmten Adelsfamilie, gegen ihren Willen mit dem reichen Grafen Joffrey de Peyrac aus Toulouse verheiratet. Nach anfänglicher Abneigung entsteht mit der Zeit eine glückliche Beziehung. Am Hofe des Sonnenkönigs Ludwig XIV. werden jedoch Intrigen gegen den Grafen de Peyrac geschmiedet, der schließlich wegen Hexerei angeklagt und in die Bastille gesperrt wird. Auch Angélique gerät in den Fokus von Verschwörern, da sie in ihrer Jugend zufällig Zeugin eines Komplotts gegen den König wurde.

## Hintergrund
Gedreht wurde in Österreich, Tschechien und Belgien ab dem September 2012, die Postproduktion begann ab dem November desselben Jahres. An der Produktion waren die Firmen Ajoz Films (Frankreich), EuropaCorp (Frankreich) Climax Films (Belgien), Mona Film (Österreich) und Wilma Film Production (Tschechien) beteiligt. Das Budget des Films betrug 15 Millionen €.
Die Premiere fand am 12. November 2013 auf dem Festival du film de Sarlat statt, Filmstart in Frankreich war der 18. Dezember 2013, im deutschsprachigen Raum der 12. Juni 2014.
Der Film war ursprünglich als erster Teil eines Zweiteilers geplant, sollte er finanziell erfolgreich sein. Da er in Frankreich sein Budget nicht einspielte und zu den erfolglosesten Filmen des Jahres 2013 gehörte, ist die Produktion des zweiten Teils bislang unsicher.

## Rezeption
Die Deutsche Film- und Medienbewertung (FBW) lobt den Film in der Jurybegründung für die werkgetreue und zeitgemäße Umsetzung. Das Online-Portal Filmstarts kritisiert formale Schwächen und weist auf den ausgebliebenen Erfolg in Frankreich hin, wo der Film lediglich gut 100.000 Besucher in die Kinos lockte, zieht am Ende aber dennoch ein positives Fazit und vergibt drei von fünf Sternen.

## Auszeichnungen
Auf dem Festival du film de Sarlat 2013 wurde der Film mehrfach ausgezeichnet, unter anderem mit dem Salamandre d'Or für den besten Film. In Deutschland erhielt er das Prädikat „besonders wertvoll“.